# فهرست فرودگاه‌های آنگویلا

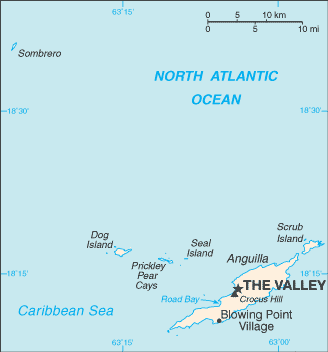
نقشهٔ فهرست

این مقاله شامل فهرست فرودگاه‌های آنگویلا است. آنگویلا جزیره‌ای در سرزمین‌های آن سوی دریاهای بریتانیا واقع در کارائیب است.

## فرودگاه‌ها
| مکان       | کد فرودگاهی ایکائو | کد فرودگاهی یاتا | نام فرودگاه                      | دستگاه مختصات جغرافیایی                                       |
| ---------- | ------------------ | ---------------- | -------------------------------- | ------------------------------------------------------------- |
| The Valley | TQPF               | AXA              | فرودگاه بین‌المللی کلیتن جی. لوید | ۱۸°۱۲′۱۷″ شمالی ۶۳°۰۳′۱۸″ غربی / ۱۸٫۲۰۴۷۲°شمالی ۶۳٫۰۵۵۰۰°غربی |